# Спурий Фурий Фуз
Вижте пояснителната страница за други личности с името Фурий Медулин Фуз.
Спурий Фурий Медулин Фуз (на латински: Spurius Furius Medullinus Fusus) e римски политик от 5 век пр.н.е.
Той произлиза от патрицианската фамилия Фурии и през 481 пр.н.е. е консул с колега Кезо Фабий Вибулан, който е за втори път консул. Те се бият против еквите и вейите.